# TU10
TU10 (Russisch: ТУ10, afkorting van Тепловоз узкоколейный, тип десятый, dat wil zeggen Smalspoordiesellocomotief, type 10) is een reeks van diesellocomotieven voor het smalspoor van 750 mm. De reeks TU10 wordt sinds 2010 geproduceerd door de Machinebouwfabriek van Kambarka (Russisch: Камбарский машиностроительный завод) en is bedoeld voor de zogenoemde kinderspoorwegen. Deze kinderspoorwegen zijn bedoeld om de jeugd basis van de verschillende beroepen van het spoor aan te leren (bijvoorbeeld machinist, treinbegeleider en dergelijke). Ze zijn meestal in de stadsparken te vinden en doen tevens als attracties dienst.
Lijst van gebouwde locomotieven:
- TU10-001: Kinderspoorweg van Sint-Petersburg
- TU10-002: Kinderspoorweg van Novomoskovsk
- TU10-003: Kinderspoorweg van Nizjni Novgorod
- TU10-004: Kinderspoorweg van Volgograd
- TU10-005: Kinderspoorweg van Joezjno-Sachalinsk
- TU10-006: Kinderspoorweg van Novosibirsk
- TU10-007: Kinderspoorweg van Penza